# Jan First
Jan First (ur. 1 września 1939 w Nowym Sączu) – polski rzemieślnik i polityk, poseł na Sejm PRL IX kadencji.

## Życiorys
Ukończył liceum ogólnokształcące w Nowym Sączu. Z zawodu jest mistrzem elektrykiem, od 1965 prowadził własny zakład instalatorstwa elektrycznego w Nowym Sączu. W 1971 wstąpił do Stronnictwa Demokratycznego, gdzie był wiceprzewodniczącym Wojewódzkiego oraz Miejskiego Komitetu. Przez kilka kadencji był radnym Wojewódzkiej Rady Narodowej w Nowym Sączu. Sprawował też funkcję sekretarza Rady Izby Rzemieślniczej w Nowym Sączu. W latach 1985–1989 pełnił mandat posła na Sejm PRL IX kadencji w okręgu Nowy Sącz. Zasiadał w Komisji Polityki Społecznej, Zdrowia i Kultury Fizycznej oraz w Komisji Skarg i Wniosków.
18 września 2002 został Starszym Cechu w Cechu Rzemiosł Różnych i Przedsiębiorczości w Nowym Sączu.

## Odznaczenia
- Złoty Krzyż Zasługi
- Srebrny Krzyż Zasługi
- Medal 40-lecia Polski Ludowej